# Parlamento dos Jovens
O Parlamento dos Jovens, criado em 1995, é um projeto desenvolvido pela Assembleia da República Portuguesa com o objetivo de promover e incentivar o trabalho democrático aos alunos do Ensino Básico e Secundário. Simulando o processo das Eleições Legislativas de Portugal.

## Descrição geral
Elegem-se "deputados" em três fases: Escolar, onde ocorre o sufrágio direto de onde resulta um plenário (Sessão Escolar) em cada escola com os "deputados escolares" eleitos, nesse plenário elegem-se os representantes da escola para a próxima fase; Distrital, onde todos os que foram eleitos na sessão distrital se deslocam a um local designado atualmente para debaterem as suas ideias com as outras escolas e eleger os representantes do distrito na última fase; Nacional, onde os representantes de todos os distritos se reúnem em comissões parlamentares e em plenário com o objetivo de aprovar um projeto consensual para os deputados da Assembleia da República debaterem.
Para os alunos do ensino secundário existe também em paralelo com o Parlamento dos Jovens o concurso Euroscola que possibilita a ida ao Parlamento Europeu para uma sessão de debate com jovens de vários Estados-membros da UE.

## Edições e temas debatidos
Todos os anos é escolhido, pelo Grupo de Trabalho do Parlamento dos Jovens na Assembleia da República, o tema a trabalhar pelos jovens quer para o Básico quer para o Secundário. Segue-se uma lista das Edições por ano:

### I Edição (1995)
Participaram alunos do 1.º ciclo de escolas das Áreas Metropolitanas de Lisboa e do Porto. A sessão decorreu na Sala do Senado do Palácio de São Bento. Os alunos debateram a paz, o papel determinante das crianças na sua constituição e o respeito de opinião.

### II Edição (1996)
Nesta edição participaram alunos do 2.º e 3.º ciclos do ensino básico, configuração que passou a ser anual. O tema do debate deste ano foi os direitos da criança e a sociedade.

### III Edição (1997)
A sessão plenária desta edição decorreu a 2 de junho de 1997 e debateu os direitos da criança e do jovem.

### IV Edição (1998)
A sessão plenária desta edição decorreu a 2 de junho de 1998 e debateu a carta dos direitos e deveres dos alunos. Neste ano foi assinado um protocolo de cooperação entre o projeto e o Ministério da Educação, como forma de reforçar a valorização pela democracia pelos mais jovens.

### V Edição (1999)
Neste ano a sessão plenária decorreu a 7 de junho de 1999 e pretendeu celebrar o 25.º aniversário da Revolução dos cravos, com o tema: "O valor da liberdade: o regime democrático e o desenvolvimento do país", tendo contado também com um período de perguntas ao Governo sobre educação, juventude, drogas e direitos da criança e jovens.

### VI Edição (2000)
Nesta edição do projeto os temas de debate foram: "A escola do século XXI", "A sociedade de informação e formação dos jovens" e " Que perspetivas para os jovens portugueses no início do novo século", tendo contado também com um período de perguntas ao Grupos Parlamentares sobre temas como emprego, formação, novas tecnologias, ambiente, segurança, educação sexual, indisciplina, violência e novos currículos.
Foi também deliberado que a partir do ano seguinte passaria a existir uma sessão para o ensino secundário com o nome de "Assembleia na Escola".

### VII Edição (2001)
Foi a 7.ª edição da "Escola e a Assembleia" (Básico) e a 1.ª edição da "Assembleia na Escola" (Secundário).

#### Básico
A sessão plenária decorreu a 11 de junho de 2001 e teve como tema de debate o investimento do Governo nas gerações mas jovens.

#### Secundário
A sessão plenária inaugural do ensino secundário decorreu a 28 de maio de 2001 e teve como tema de debate o alargamento da União Europeia e a federação de Estados. Houve ainda um período de perguntas a deputados do Parlamento Europeu.

### VIII Edição (2002)
Foi a 8.ª edição da "Escola e a Assembleia" (Básico) e a 2.ª edição da "Assembleia na Escola" (Secundário).

#### Básico
A sessão plenária decorreu a 11 de junho de 2002 e os temas debatidos foram "Família", "Território português" e "Ambiente".

#### Secundário
A sessão plenária decorreu a 6 de maio de 2002 e os temas debatidos foram "A influência da comunicação social na sociedade" e "A política de juventude na sociedade de informação e do conhecimento".

### IX Edição (2003)
Foi a 9.ª edição da "Escola e a Assembleia" (Básico) e a 3.ª edição da "Assembleia na Escola" (Secundário).

#### Básico
A sessão plenária decorreu a 9 de junho de 2003, com o tema "O ambiente em debate na Assembleia da República", tendo contado com um período de perguntas a deputados de várias comissões.

#### Secundário
A sessão plenária decorreu a 12 de maio de 2003, com os temas "A organização do poder político", "A participação política dos cidadãos", "Os órgãos de soberania" e "A Assembleia da República", tendo contado com um período de perguntas a deputados de várias comissões.

### X Edição (2004)
Foi a 10.ª edição da "Escola e a Assembleia" (Básico) e a 4.ª edição da "Assembleia na Escola" (Secundário).
Esta edição foi direcionada à apresentação de projetos relacionados com política europeia.

#### Básico
O tema escolhido para o ensino básico foi "A construção da Europa: a importância do Desporto Escolar a nível local, nacional e europeu.".
| Data               | N.º de alunos | Círculos Eleitorais | Presidência da Sessão | Ref.   |
| ------------------ | ------------- | --- | --- | ------ |
| 7 de junho de 2004 | 140           | 79 escolas - Aveiro - Beja - Braga - Bragança - Castelo Branco - Coimbra - Évora - Faro - Guarda - Leiria - Lisboa - Portalegre - Porto - Santarém - Setúbal - Viana do Castelo - Vila Real - Viseu - Açores - Madeira | Presidente – Mariana Macedo Alves Gomes Vice-Presidente – Ana Carolina Aidos 1º Secretário – João Loureiro 2º Secretário – Bernardo Teixeira Ferreira | [ 12 ] |

#### Secundário
O tema escolhido para o ensino secundário foi "A construção da Europa: Propostas para promover a cidadania europeia".
| Data               | N.º de alunos | Círculos Eleitorais | Presidência da Sessão                                                                                                   | Ref.   |
| ------------------ | ------------- | --- | --- | ------ |
| 10 de maio de 2004 | 92            | 34 escolas - Aveiro - Beja - Braga - Bragança - Castelo Branco - Faro - Leiria - Lisboa - Portalegre - Porto - Santarém - Vila Real - Viseu | Presidente - Luis Carlos Rodrigues Vice-Presidente - Inês Ruvina 1º Secretário - Tiago Alves 2º Secretário - João Carmo | [ 13 ] |

### XI Edição (2005)
Foi a 11.ª edição da "Escola e a Assembleia" (Básico) e a 5.ª edição da "Assembleia na Escola" (Secundário).

#### Básico
O tema escolhido para o ensino básico foi “Responsabilidade social dos jovens na prevenção de comportamentos de risco”.
| Data               | N.º de alunos | Configuração do plenário | Círculos Eleitorais | Presidência da Sessão | Ref.                        |
| ------------------ | ------------- | ------------------------ | --- | --- | --------------------------- |
| 23 de maio de 2005 | 139           |                          | 82 escolas Açores: 5 Aveiro: 9 Beja: 6 Braga: 6 Bragança: 3 Castelo Branco: 5 Coimbra: 6 Évora: 2 Faro: 9 Guarda: 2 Leiria: 8 Lisboa: 18 Madeira: 10 Portalegre: 2 Porto: 17 Santarém: 3 Setúbal: 4 Viana do Castelo: 2 Vila Real: 5 Viseu: 17 | Presidente – Luís Miguel Fernandes (Viseu) Vice-Presidente – Alison Gouveia (Madeira) 1ª Secretária – Maria Helena Machado (Porto) 2ª Secretária – Cláudia Andrade (Faro) | [ 15 ] [ 16 ] [ 17 ] [ 18 ] |

#### Secundário
O tema escolhido para o ensino secundário foi "Educação/Formação-Emprego".
| Data              | N.º de alunos                         | Configuração do plenário | Círculos Eleitorais | Presidência da Sessão | Ref.                        |
| ----------------- | ------------------------------------- | ------------------------ | --- | --- | --------------------------- |
| 2 de maio de 2005 | - 99 previstos - 97 constam do resumo |                          | 47 escolas Açores: 5 Aveiro: 10 Beja: 6 Braga: 5 Bragança: 2 Castelo Branco: 4 Faro: 2 Guarda: 1 Leiria: 7 Lisboa: 5 Madeira: 5 Portalegre: 3 Porto: 24 Santarém: 2 Setúbal: 3 Viana do Castelo: 2 Vila Real: 8 Viseu: 5 | Presidente – Soraia Silva (Aveiro) Vice-Presidente – Luísa Valente (Vila Real) 1º Secretário – Nuno Lisboa (Beja) 2º Secretário – Ana Sofia Colmier (Braga) | [ 15 ] [ 19 ] [ 20 ] [ 21 ] |

### XII Edição (2006)
Foi a 12.ª edição da "Escola e a Assembleia" (Básico) e 7.ª edição da "Assembleia na Escola" (Secundário).

#### Básico
O tema escolhido para o ensino básico foi "Educação e Cidadania para a Segurança Rodoviária".
| Data               | N.º de alunos | Configuração do plenário | Círculos Eleitorais | Presidência da Sessão | Ref.                       |
| ------------------ | ------------- | ------------------------ | --- | --- | -------------------------- |
| 29 de maio de 2006 | 140           |                          | 70 escolas Açores: 6 Aveiro: 14 Beja: 2 Braga: 4 Bragança: 4 Castelo Branco: 6 Coimbra: 4 Évora: 4 Faro: 6 Fora da Europa: 2 - (Escola Portuguesa de Macau) Guarda: 6 Leiria: 12 Lisboa: 14 Madeira: 12 Portalegre: 4 Porto: 10 Santarém: 4 Setúbal: 8 Viana do Castelo: 4 Vila Real: 2 Viseu: 12 | Presidente – Ana Rita Salvador (Leiria) Vice-Presidente – Nicole Borges (Açores) 1.ª Secretária – Catarina Isabel Cunha (Guarda) 2.º Secretário – Mark Paulo (Setúbal) | [ 1 ] [ 23 ] [ 24 ] [ 25 ] |

#### Secundário
O tema escolhido para o ensino secundário foi "Língua Portuguesa".
| Data              | N.º de alunos                           | Configuração do plenário | Círculos Eleitorais | Presidência da Sessão | Ref.                              |
| ----------------- | --------------------------------------- | ------------------------ | --- | --- | --------------------------------- |
| 8 de maio de 2006 | - 116 previstos - 114 constam do resumo |                          | 41 escolas Açores: 6 Aveiro: 9 Beja: 3 Braga: 8 Bragança: 6 Castelo Branco: 6 Faro: 8 Fora da Europa: 2 - (Escola Portuguesa de Macau) Guarda: 3 Leiria: 6 Lisboa: 12 Madeira: 8 Portalegre: 3 Porto: 16 Setúbal: 3 Viana do Castelo: 3 Vila Real: 6 Viseu: 8 | Presidente – Tobias Berardo (Madeira) Vice-Presidente – Sofia Queiroga (Bragança) 1.ª Secretária – Mafalda Paulo (Macau) 2.ª Secretária – Ana Filipa Magalhães (Porto) | [ 1 ] [ 26 ] [ 27 ] [ 28 ] [ 29 ] |

### XIII Edição (2006/2007)
A partir desta edição o projeto passou a denominar-se apenas "Parlamento dos Jovens", unificando a designação dos dois graus de ensino ("Escola e a Assembleia" e "Assembleia na Escola") e fundindo com o projeto "Hemiciclo, Jogo da Cidadania", projeto semelhante também do ensino secundário. Foram introduzidas as fases escolar e distrital, tendo a sessão nacional também sofrido alterações, passando a decorrer em dois dias, um primeiro para comissões e um segundo para o plenário. Foi assinado um protocolo com o Instituto Português da Juventude para a articulação do projeto com o concurso Euroscola no secundário.

#### Básico
O tema escolhido para o ensino básico foi  “Impacto da televisão junto dos jovens".
| Data                    | N.º de alunos | Configuração do plenário | Círculos Eleitorais | Presidência da Sessão | Ref.                |
| ----------------------- | ------------- | ------------------------ | --- | --- | ------------------- |
| 14 e 15 de maio de 2007 | 122           |                          | 62 escolas Açores: 6 Aveiro: 10 Beja: 2 Braga: 8 Bragança: 2 Castelo Branco: 8 Coimbra: 8 Évora: 2 Faro: 4 Fora da Europa: 2 - (Escola Portuguesa de Macau) Guarda: 4 Leiria: 8 Lisboa: 8 Madeira: 6 Portalegre: 2 Porto: 14 Santarém: 6 Setúbal: 6 Viana do Castelo: 2 Vila Real: 4 Viseu: 10 | Presidente – Ana Castel-Branco (Castelo Branco) Vice-Presidente – Helena Silva (Santarém) 1.ª Secretária – Catarina Alexandra Ferreira (Coimbra) 2.ª Secretária – Cátia Camurça (Guarda) | [ 1 ] [ 33 ] [ 34 ] |

#### Secundário
O tema escolhido para o ensino secundário foi “Insucesso e abandono escolar”.
| Data                    | N.º de alunos | Configuração do plenário | Círculos Eleitorais | Presidência da Sessão | Ref.                 |
| ----------------------- | ------------- | ------------------------ | --- | --- | -------------------- |
| 23 e 24 de maio de 2007 | 126           |                          | 63 escolas Açores: 6 Aveiro: 10 Beja: 4 Braga: 8 Bragança: 4 Castelo Branco: 8 Coimbra: 6 Évora: 4 Faro: 4 Fora da Europa: 2 - (Escola Portuguesa de Macau) Guarda: 4 Leiria: 6 Lisboa: 8 Madeira: 2 Portalegre: 2 Porto: 10 Santarém: 8 Setúbal: 4 Viana do Castelo: 12 Vila Real: 4 Viseu: 10 | Presidente – Jorge Resende (Viseu) Vice-Presidente – Carolina Carvalho (Leiria) 1.ª Secretária – Marta Oliveira (Viana do Castelo) 2.º Secretário – João Fernandes (Braga) | [ 35 ] [ 36 ] [ 37 ] |

### XIV Edição (2007/2008)

#### Básico
O tema escolhido para o ensino básico foi  "Energias alternativas e preservação do ambiente".

#### Secundário
O tema escolhido para o ensino secundário foi "União Europeia: participação, desafios e oportunidades".

### XV Edição (2008/2009)

#### Básico
O tema escolhido para o ensino básico foi  "Alimentação e Saúde".

#### Secundário
O tema escolhido para o ensino secundário foi "Participação Cívica dos Jovens".

### XVI Edição (2009/2010)

#### Básico
O tema escolhido para o ensino básico foi  "Educação Sexual".

#### Secundário
O tema escolhido para o ensino secundário foi "A República".

### XVII Edição (2010/2011)

#### Básico
O tema escolhido para o ensino básico foi  "Violência em meio Escolar".

#### Secundário
O tema escolhido para o ensino secundário foi "Que futuro para a Educação?".

### XVIII Edição (2011/2012)

#### Básico
O tema escolhido para o ensino básico foi "Combate à discriminação".

#### Secundário
O tema escolhido para o ensino secundário foi "Participação e Cidadania".

### XIX Edição (2012/2013)

#### Básico
O tema escolhido para o ensino básico foi "Ultrapassar a crise".

#### Secundário
O tema escolhido para o ensino secundário foi "Os Jovens e o emprego: que futuro?".

### XX Edição (2013/2014)

#### Básico
O tema escolhido para o ensino básico foi "Drogas – evitar e enfrentar as dependências".

#### Secundário
O tema escolhido para o ensino secundário foi "Crise demográfica (emigração, natalidade, envelhecimento)".

### XXI Edição (2014/2015)

#### Básico
O tema escolhido para o ensino básico foi "Combate ao insucesso escolar".

#### Secundário
O tema escolhido para o ensino secundário foi "Ensino público e privado: que desafios?".

### XXII Edição (2015/2016)

#### Básico
O tema escolhido para o ensino básico foi "Racismo, Preconceito e Discriminação - Ao debate!".

#### Secundário
O tema escolhido para o ensino secundário foi "Portugal:Assimetrias Litoral/Interior - Que Soluções?".

### XXIII Edição (2016/2017)
Neste ano, devido ao 40.º aniversário da Constituição de 1976, ambos os graus de ensino debateram a constituição e apresentaram propostas para alteração de artigos da mesma.

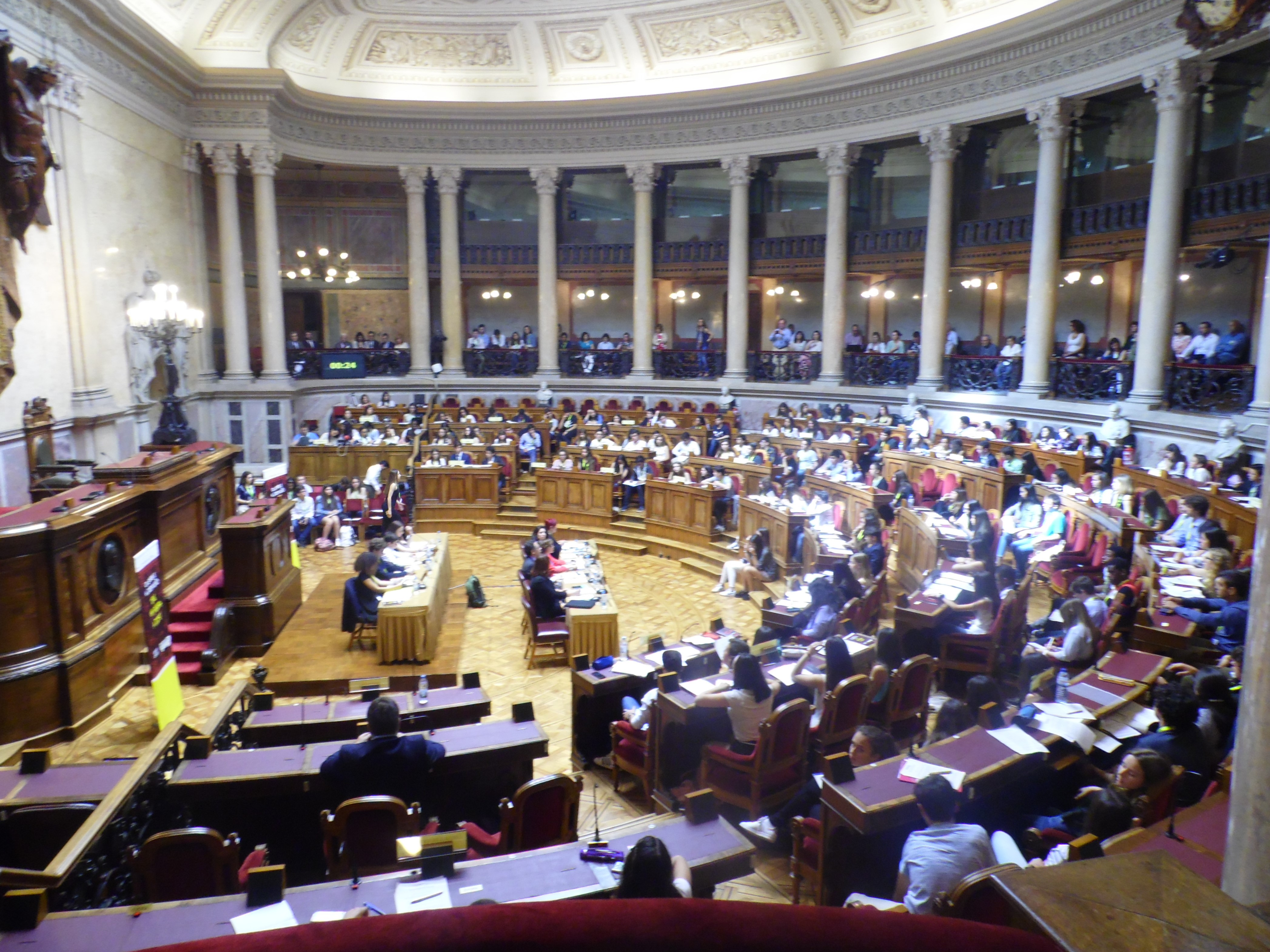
Sessão Nacional do Ensino Básico em 2017, na Sala do Senado

#### Básico
O tema escolhido para o ensino básico foi "Os Jovens e a Constituição, Tens uma palavra a dizer!".

#### Secundário
O tema escolhido para o ensino secundário foi "A Constituição que temos, a Constituição que queremos: desafios ao Poder Local".

### XXIV Edição (2017/2018)
Nesta edição o tema escolhido foi "Igualdade de Género - Um debate para tod@s" e aplicou-se aos dois graus de ensino.

### XXV Edição (2018/2019)
Na 15.ª edição do projeto ambos os graus de ensino debateram e apresentaram políticas ambientais contra as alterações climáticas.

#### Básico
O tema escolhido para o ensino básico foi "Alterações Climáticas:Salvar os oceanos".

#### Secundário
O tema escolhido para o ensino secundário foi "Alterações Climáticas:Reverter o Aquecimento Global".

### XXVI Edição (2019/2021)
Na 16.ª edição do projeto ambos os graus de ensino debateram e apresentaram medidas de combate à violência doméstica e no namoro.
A fase distrital prevista para março e abril de 2020 ficou incompleta, tendo metade das sessões distritais sido adiadas devido à pandemia de COVID-19. Desse modo o Grupo de Trabalho do Parlamento dos Jovens na Assembleia da República, deliberou que o projeto retomará ao ponto em que ficou em 2021, se as condições de saúde o permitirem, alargando e juntando a edição de 2019/2020 com a de 2020/2021. As sessões distritais efetuadas e por efetuar foram as seguintes:
| Distrito         | Estado    | Distrito   | Estado      |
| ---------------- | --------- | ---------- | ----------- |
| Beja             | Efetuadas | Braga      | Por efetuar |
| Bragança         | Efetuadas | Coimbra    | Por efetuar |
| Viana do Castelo | Efetuadas | Faro       | Por efetuar |
| Viseu            | Efetuadas | Guarda     | Por efetuar |
| Setúbal          | Efetuadas | Lisboa     | Por efetuar |
| Açores           | Efetuadas | Portalegre | Por efetuar |
| Castelo Branco   | Efetuadas | Aveiro     | Por efetuar |
| Leiria           | Efetuadas | Évora      | Por efetuar |
| Madeira          | Efetuadas | Porto      | Por efetuar |
| Vila Real        | Efetuadas | Santarém   | Por efetuar |

#### Básico
O tema escolhido para o ensino básico foi "Violência Doméstica e no Namoro: da sensibilização à ação".
| Datas                            | N.º de alunos | Configuração do plenário | Círculos Eleitorais | Presidência da Sessão | Ref.          |
| -------------------------------- | ------------- | ------------------------ | --- | --------------------- | ------------- |
| Previstas: 4 e 5 de maio de 2020 | 132           |                          | 66 escolas Açores: 8 Aveiro: 8 Beja: 4 Braga: 10 Bragança: 2 Castelo Branco: 6 Coimbra: 6 Europa: 2 Évora: 6 Faro: 6 Fora da Europa: 2 Guarda: 6 Leiria: 8 Lisboa: 8 Madeira: 6 Portalegre: 4 Porto: 10 Santarém: 6 Setúbal: 6 Viana do Castelo: 6 Vila Real: 6 Viseu: 6 | Por eleger            | [ 43 ] [ 45 ] |

#### Secundário
O tema escolhido para o ensino secundário foi "Violência Doméstica e no Namoro:Como garantir o respeito e a igualdade".
| Datas                              | N.º de alunos | Configuração do plenário | Círculos Eleitorais | Presidência da Sessão | Ref.          |
| ---------------------------------- | ------------- | ------------------------ | --- | --------------------- | ------------- |
| Previstas: 25 e 26 de maio de 2020 | 132           |                          | 66 escolas Açores: 8 Aveiro: 8 Beja: 6 Braga: 8 Bragança: 4 Castelo Branco: 6 Coimbra: 6 Europa: 2 Évora: 4 Faro: 6 Fora da Europa: 2 Guarda: 6 Leiria: 6 Lisboa: 10 Madeira: 6 Portalegre: 4 Porto: 10 Santarém: 6 Setúbal: 6 Viana do Castelo: 6 Vila Real: 6 Viseu: 6 | Por eleger            | [ 43 ] [ 46 ] |